# Herré
Herré – miejscowość i gmina we Francji, w regionie Nowa Akwitania, w departamencie Landy.
Według danych na rok 1990 gminę zamieszkiwało 126 osób, a gęstość zaludnienia wynosiła 5 osób/km² (wśród 2290 gmin Akwitanii Herré plasuje się na 1050. miejscu pod względem liczby ludności, natomiast pod względem powierzchni na miejscu 368.).